# Тарасково (Новоуральський міський округ)
Тара́сково (рос. Тарасково) — село у складі Новоуральського міського округу Свердловської області.
Населення — 1196 осіб (2010, 1396 у 2002).
Національний склад станом на 2002 рік: росіяни — 91 %.